# Nico Hülkenberg
Nicolas "Nico" Hülkenberg, född 19 augusti 1987 i Emmerich, är en tysk racerförare som för närvarande kör för Sauber F1 team  i Formel 1.

## Racingkarriär

### Tidig karriär
Hülkenberg inledde sin karriär med att vinna formel BMW ADAC 2005 med fem poäng före Sébastien Buemi. Efter att ha varit en av toppförarna och kommit femma i det Tyska F3-mästerskapet gick Hülkenberg vidare till A1GP för Tyskland säsongen 2006/2007 och F3 Masters på Zolderbanan 2007. Han tävlade även i F3 Euroseries för ASM F3 och slutade trots en dålig inledning på tredje plats säsongen 2007. Avslutningen på säsongen i Macaus Grand Prix var dock inte särskilt framgångsrik. 
Hülkenberg var testförare för formel 1-stallet Williams säsongen 2008. Han fortsatte i Euroseries med ART, det tidigare ASM F3 som döpts om efter GP2-stallet. Han dominerade säsongen 2008 och vann trots en problematisk inledning sju lopp, tog lika många pole position och vann titeln med ungefär 35 poängs marginal. Titeln säkrades på Le Mans-banan, trots att han fastnade på startlinjen. I och med att konkurrenten Edoardo Mortara blev nia i loppet var Hülkenberg klar mästare vilket också var den femte raka titeln för stallet i serien. Hülkenberg var ändå missnöjd efter racet, eftersom det inte var på det sättet han ville vinna titeln. Han tog revansch i den sista tävlingen på Hockenheimring med en klar seger i det första racet. Att Hülkenberg inte vann mer än sju tävlingar av tjugo, berodde på att F3 Euroseries tillämpade omvänd startordning bland de åtta första i det andra racet varje helg.  

### GP2 Series
Hülkenberg tävlade i GP2 säsongen 2009, även det med ART. Han värmde upp med att köra två helger i GP2 Asia, och han lyckades ta sin första GP2-seger på Losailbanan i Qatar, och under bara två helger kom han in i mästerskapsstriden, trots tre missade racehelger. Efter loppet i Qatar körde inte Hülkenberg mer i den asiatiska serien och slutade sammanlagt sexa i mästerskapet.
Hülkenbergs debutsäsong i GP2:s huvudserie blev enormt lyckad, även om den inte var någon succé till att börja med. Den första tävlingen i Barcelona slutade utan poäng, sedan han fastnat i samband med starten av det första racet. Han var nära att knipa pole för det andra racet genom en åttondeplats, men klarade inte av att ta sig förbi Kamui Kobayashi på sista varvet. I det andra racet blev han påkörd och fick inga poäng. Supportracet till Monacos Grand Prix gav två stabila placeringar, med en femteplats i det första racet och en fjärde i det andra. Helgen i Turkiet gav en pole position, men två svaga insatser under tävlingarna, och även om han tog två stabila placeringar på Silverstone, så blev han först en allvarlig kandidat till titeln på Nürburgring, där han tack vare bankännedom och en perfekt inställd bil klarade av att vinna båda tävlingarna, vilket var den första dubbelsegern någon tagit i GP2 sedan 2006. Han fortsatte på den inslagna vägen med en dominant seger på Hungaroring i Ungern, vilket ökade hans mästerskapsledning. Trots att han sedan förlorade det första racet i Valencia till den främst rivalen om titeln, Vitalij Petrov tjänade han poäng på ryssen, genom att ta pole position, snabbaste varv och sedan överraskande vinna sprintracet. Han var även nära att köra om ryssen i det första racet, men satte inte in någon attack, på grund av att han inte ville riskera de åtta säkra poängen.

### Formel 1
Den 2 november 2009 meddelades att Hülkenberg skulle köra Formel 1 för Williams under 2010, hans stallkamrat skulle bli Rubens Barrichello. Under kvalet till Brasiliens Grand Prix tog Hülkenberg sensationellt pole position med över 1 sekund ner till tvåan, Sebastian Vettel. Han kunde dock inte hålla den positionen in i mål, där han blev åtta. Hülkenberg slutade på fjortonde plats i mästerskapet med 22 poäng.
Under säsongen 2011 var Hülkenberg testförare för Force India, vilket ledde till att han blev ordinarie förare säsongen efter, tillsammans med Paul di Resta. Hans bästa resultat blev en fjärdeplats i Belgien. I Singapore tog han sitt första snabbaste varv i sin Formel 1-karriär.
2013 bytte Hülkenberg stall till Sauber. Första halvan av säsongen var tung men andra halvan av säsongen blev mer lyckosam med bland annat en tredjeplats i kvalet till Italiens Grand Prix och en fjärdeplats i Koreas Grand Prix.
Till säsongen 2014 gick Hülkenberg tillbaka till Force India, där han blev stallkamrat med Sergio Pérez.
Den 14 oktober 2016 meddelade Hulkenberg att han lämnar Force India.
Hülkenberg skrev kontrakt med Renault säsongen 2017 där han körde fram till 2019. 
Under Formel 1-VM 2020 ersatte han Sergio Pérez under både Storbritanniens Grand Prix 2020 och under 70-årsjubileumets Grand Prix. Efteråt ersatte han Lance Stroll under Eifels Grand Prix 2020.
Säsongen 2022 ersatte Hülkenberg sin landsman Sebastian Vettel under Bahrains Grand Prix efter att denne testat positivt för COVID-19.
Den 17 november 2022 meddelade Haas att han skulle ersätta Mick Schumacher under formel 1-säsongen 2023.

### Le Mans
I november 2014 meddelades att Hülkenberg skulle tävla för Porsche i Le Mans 24-timmars 2015 i en Porsche 919 Hybrid tillsammans med Nick Tandy och Earl Bamber. Som förberedelse för tävlingen deltog han i WEC-deltävlingen Spa 6-timmars på Spa-Francorchamps.
Hülkenberg vann Le Mans 24-timmars den 14 juni 2015 med Nick Tandy och Earl Bamber. De körde 395 varv, ett varv mer än deras stallkamrater Mark Webber, Brendon Hartley och Timo Bernhard, som tog andraplatsen. 
Segern var Porsches första totalseger i tävlingen sedan 1998 och Hülkenberg blev den förste aktive F1-föraren att vinna Le Mans sedan Johnny Herbert och Bertrand Gachot vann 1991.

## F1-karriär
| Säsong     | Stall/Tillverkare                 | Placering  | Lopp | Poäng | Etta | Tvåa | Trea | Pole | Varv |
| ---------- | --------------------------------- | ---------- | ---- | ----- | ---- | ---- | ---- | ---- | ---- |
| 2010       | Williams-Cosworth                 | 14         | 19   | 22    | 0    | 0    | 0    | 1    | 0    |
| 2012       | Force India-Mercedes              | 11         | 20   | 63    | 0    | 0    | 0    | 0    | 1    |
| 2013       | Sauber-Ferrari                    | 10         | 19   | 51    | 0    | 0    | 0    | 0    | 0    |
| 2014       | Force India-Mercedes              | 9          | 19   | 96    | 0    | 0    | 0    | 0    | 0    |
| 2015       | Force India-Mercedes              | 10         | 19   | 58    | 0    | 0    | 0    | 0    | 0    |
| 2016       | Force India-Mercedes              | 9          | 21   | 72    | 0    | 0    | 0    | 0    | 1    |
| 2017       | Renault                           | 10         | 20   | 43    | 0    | 0    | 0    | 0    | 0    |
| 2018       | Renault                           | 7          | 21   | 69    | 0    | 0    | 0    | 0    | 0    |
| 2019       | Renault                           | 14         | 21   | 37    | 0    | 0    | 0    | 0    | 0    |
| 2020       | Racing Point-Mercedes             | 15         | 3    | 10    | 0    | 0    | 0    | 0    | 0    |
| 2022       | Aston Martin-Mercedes             | 22         | 2    | 0     | 0    | 0    | 0    | 0    | 0    |
| 2023       | Haas-Ferrari                      | 16         | 22   | 9     | 0    | 0    | 0    | 0    | 0    |
| 2024       | Haas-Ferrari                      | 11         | 24   | 41    | 0    | 0    | 0    | 0    | 0    |
| 2025       | Stake F1 Team Kick Sauber-Ferrari | 10         | 12   | 22    | 0    | 0    | 1    | 0    | 0    |
| Sammanlagt | Sammanlagt                        | Sammanlagt | 242  | 593   | 0    | 0    | 1    | 1    | 2    |

| 1. Storbritannien 2025 |

| 1. Brasilien 2010 |

| 1. Singapore 2012 2. Kina 2016 |

| 1. Japan 2019 2. Brasilien 2024 3. Bahrain 2025 |